# Zoltán Sztanity
Zoltán Sztanity   (Győr, 1 de febrer de 1954) és un piragüista hongarès, ja retirat, que va competir durant la dècada de 1970.
El 1976 va prendre part en els Jocs Olímpics d'Estiu de Mont-real, on va guanyar la medalla de plata en la prova del K-1 500 metres del programa de piragüisme. Quatre anys més tard, als Jocs de Moscou, va disputar dues proves del programa de piragüisme. Fou cinquè en el K-4 1.000 i novè en el K-1 500 metres.
En el seu palmarès també destaquen dues medalles al Campionat del Món en aigües tranquil·les, una d'or i una de bronze, entre les edicions de 1975 i 1977, així com onze campionats nacionals.